# Lou Donaldson
Lou Donaldson (Badin, Carolina del Norte, 1 de noviembre de 1926-9 de noviembre de 2024) fue un saxofonista (alto) estadounidense de jazz.

## Trayectoria
Sus primeras grabaciones las realizó liderando grupos pequeños con algunos de los primeros representantes del bop, como su cuarteto, con Horace Silver, Gene Ramey y Art Taylor, su quinteto con Silver, Blue Mitchell, Art Blakey, y Percy Heath, y su sexteto, con Heath, Blakey, Kenny Dorham, Matthew Gee, y Elmo Hope.
En 1953, grabó también con el trompetista Clifford Brown y con Philly Joe Jones. En 1954, Donaldson se unió durante un breve período al conjunto Jazz Messengers, y apareció en uno de los primeros discos del género hard bop, A Night at Birdland.
En 2012, fue nombrado NEA Jazz Master por el National Endowment for the Arts, la distinción más alta otorgada a un músico de jazz en EE. UU.

## Estilos
Conocido por su toque suave y blusístico, estuvo influenciado en sus orígenes por el sonido bebop de Charlie Parker y su sentido de la improvisación. Sus estilos han sido el bop, el hard bop y el soul jazz.
Su trayectoria está marcada por liderar o formar parte de conjuntos en los que figuran su saxo alto y el órgano eléctrico, entre los cuales figuran legendarios figuras del órgano jazzístico, como Jimmy Smith, Lonnie Smith y Brother Jack McDuff.